# Präferenzkalkulation
Die Präferenzkalkulation bezeichnet ein (meist programmgestütztes) Rechenverfahren zur Ermittlung der Ursprungseigenschaft eines Produktes.

## Sinn und Zweck
Durch die Feststellung der Ursprungseigenschaft entsprechend den Ursprungsregeln ist es dem Hersteller oder Exporteur eines Produktes möglich, für dieses eine Präferenzbehandlung in Anspruch zu nehmen. Die Präferenzbehandlung erlaubt es beispielsweise, das Produkt zu Präferenzzollsätzen (d. h. zollfrei oder zollermäßigt) in ein Bestimmungsland auszuführen, sofern zwischen Ursprungs- und Bestimmungsland ein Präferenzabkommen besteht.
Dadurch kann der Hersteller oder Exporteur eines Produkts mit Ursprungseigenschaft unter Umständen einen Wettbewerbsvorteil gegenüber dem Hersteller oder Exporteur eines vergleichbaren Produkts ohne Ursprungseigenschaft erzielen, da das Produkt nicht mit Zollabgaben belastet wird.

## Kriterien der Ursprungseigenschaft
Produkten wird die Ursprungseigenschaft zuerkannt, wenn sie die in sogenannten Listenregeln festgelegten Bedingungen erfüllen, beispielsweise wenn sie im Ursprungsland entweder vollständig gewonnen oder hergestellt oder ausreichend be- oder verarbeitet wurden.
Während das Kriterium der vollständigen Gewinnung oder Herstellung verhältnismäßig einfach festzustellen ist (z. B. bei landwirtschaftlichen Erzeugnissen), erfordert das Kriterium ausreichender Be- oder Verarbeitung in der Regel eine Wertberechnung der Produktbestandteile, aufgeschlüsselt nach Ursprungseigenschaft.

## Anwendung der Präferenzkalkulation
Die Präferenzkalkulation wird bei selbstgefertigten, zusammengesetzten Produkten angewandt, um die Wertanteile der einzelnen Bestandteile des Endproduktes entsprechend ihrer Ursprungseigenschaft (präferenz- und nichtpräferenzberechtigt) zu ermitteln. Nach Ermittlung der Anteile wird das Kennzeichen für die Ursprungseigenschaft gesetzt, sofern die für die jeweilige Produktgruppe festgelegten Wertgrenzen für den präferenzierten Ursprung – bezogen auf den Ab-Werk-Verkaufspreis des Produktes – nicht unterschritten werden. Die Produktgruppen werden dabei anhand ihrer statistischen Warennummern (Zolltarifnummer) nach dem Harmonisiertem System unterschieden.

## Voraussetzungen für die automatische Kalkulation
Die automatische, programmgestützte Präferenzkalkulation stellt folgende Anforderungen an das verwendete EDV-System:
- Für das Endprodukt muss eine vollständige Stückliste bestehend aus den einzelnen Teilestammsätzen (Materialstammsätzen) im EDV-System gespeichert sein
- Für jeden Materialstammsatz der Stückliste muss der jeweilige Preis im EDV-System gespeichert sein
- Für jeden Materialstammsatz der Stückliste muss das jeweilige Präferenzkennzeichen im EDV-System gespeichert sein
- Für jeden Materialstammsatz der Stückliste muss die jeweilige statistische Warennummer im EDV-System gespeichert sein
- Für die verwendeten statistischen Warennummern müssen die zugehörigen Präferenzregeln zur Ermittlung des Präferenzkennzeichens im EDV-System gespeichert sein

## Integrierte und nichtintegrierte Systeme
In modernen, integrierten Systemen zur Unternehmenssteuerung (ERP-Systeme) ist die Funktionalität zur Präferenzkalkulation schon in vielen Fällen enthalten, da die erforderlichen Grunddaten wie Stücklisten, Materialstammsätze, Preise usw. bereits aufgrund weitergehender Verwendung in den Bereichen Produktion, Materialwirtschaft und Buchhaltung erfasst und gespeichert werden.
Daneben existieren aber auch separate Programme spezialisierter Anbieter, die die erforderlichen Daten dann in der Regel über eine Datenschnittstelle aus dem ERP-System beziehen.

## Weitere Vorschriften
Im Zusammenhang mit der Präferenzabwicklung sind noch weitere gesetzliche Vorgaben zu beachten:
- Für die in einem präferenzberechtigten Produkt enthaltenen eingekauften (d. h. nicht selbst hergestellten) Materialien, deren Ursprungseigenschaft angenommen wird, muss der Hersteller oder Exporteur einen lückenlosen Nachweis des präferenzberechtigten Ursprungs in Form von Lieferantenerklärungen führen.
- Die durchgeführte Präferenzkalkulation muss gegenüber den Zollbehörden transparent und nachweisbar sein, beispielsweise in Form von gespeicherten Systemprotokollen.